# Paragymnopteris marantae
Doradille de Maranta
Espèce
Paragymnopteris marantae (ou doradille de Maranta) est une espèce de fougère appartenant au genre Paragymnopteris et à la famille des Polypodiacées. Elle est également connue sous le nom de cheilanthès de Maranta ou notholaène de Maranta.

## Synonymes
- Acrostichum marantae
- Acrostichum marantae L.
- Ceterach marantae
- Ceterach marantae (L.) DC.
- Cheilanthes marantae (L.) Domin
- Cheilanthes marantae (L.) R. Br.
- Cheilanthes marantae
- Cincinalis maranthae (L.) Desv.
- Cincinalis maranthae
- Gymnogramma marantae (L.) Mett.
- Gymnogramma marantae
- Gymnopteris marantae (L.) Ching
- Gymnopteris marantae
- Notholaena marantae (L.) Desv.
- Notholaena marantae
- Notholaena marantae (L.) R. Br.
- Paraceterach marantae (L.) R.M. Tryon
- Paraceterach marantae
- Paragymnopteris marantae (L.) K.H. Shing